# Ашрам Шри Ауробиндо

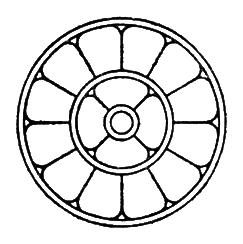
Матери-символ

Ашрам Шри Ауробиндо — религиозная организация адептов неоведантистского вероучения «Интегральная йога» в г. Пудучерри, Индия.

## Ашрам Шри Ауробиндо в Пудучерри
Основан в 1926 году Миррой Альфассой, духовной сподвижницей Шри Ауробиндо, известной также под именем Мать. Ашрам расположен в восточной части делового города Пондичерри на юге Индии, насчитывающем более 700 000 жителей. Сегодня сообщество Ашрама насчитывает почти 1200 членов. Учитывая 400 учащихся Центра Образования и сотни преданных, живущих поблизости, расширенное сообщество Ашрама составляет более 2000 человек.
Жизнь в Ашраме организована вокруг основной цели Интегральной йоги — развития сознания. В основе реализации этой цели лежит развитие интегральной личности, которая, по представлениям адептов, является основой будущей эволюции человечества. Индивидуальная работа как подношение Божественному является существенным аспектом деятельности Ашрама. Помимо индивидуальной практики все ашрамиты вовлечены в определённую общественную работу в том или ином департаменте Ашрама. В духовной дисциплине в Ашраме нет обязательных практик, ритуалов, принудительных медитаций или систематических инструкций в йоге. Ученики могут свободно выбирать курс и темп их йогической практики в соответствии с их природой.
2 декабря 1943 года на базе Ашрама создан Международный Центр Образования Шри Ауробиндо (SAICE), основной целью которого является развитие системы интегрального образования. Интегральное образование основано на понимании человека как интегрального существа, объединяющего в себе пять аспектов личности: физический, витальный, ментальный, психический и духовный. Гармоничное развитие всех пяти аспектов является сутью интегрального образования. Программы интегрального образования построены на междисциплинарном методе. При этом отводится особая роль свободному выбору учащимися индивидуальной программы образования, отвечающей интересам и особым потребностям личности, независимо от предполагаемой специализации или будущей карьеры. Важная роль отводится самостоятельной работе, стимулирующей внутреннюю активность и раскрытие внутренних знаний в человеке.
Центр в среднем насчитывает около 400 учащихся в возрасте от 3 лет до 21 года. Образование ведётся в небольших группах и построено на тесной работе учащихся с преподавателем.

## АшрамШри АуробиндовДели
Основан с благословения Матери 12 февраля 1956 года. Ашрам в Дели является филиалом Ашрама Шри Ауробиндо в Пудучери. 5 декабря 1957 в этом филиале были размещены реликвии Шри Ауробиндо, которые были дарованы Матерью.
Сегодня Ашрам выполняет многостороннюю духовную и образовательную работу под руководством последователей Шри Ауробиндо и Матери. В Ашраме постоянно открыты место поклонения Шрайн и Зал для медитаций, которые являются центром жизни и познания Ашрама. Большое значение имеет Образовательный центр Шри Ауробиндо, предлагающий подготовку специалистов в самых разных областях знания в соответствии с положениями интегральной йоги. В Ашраме работает читальный зал и библиотека, книжный магазин, в котором широким образом представлены труды Шри Ауробиндо и Матери, Центр здоровья Матери, занимающийся изучением вопросов интегрального здоровья человека, а также оказывающий медицинскую помощь проживающим в Ашраме. Ашрамиты заняты в мастерских по обработке дерева и металла, фотомастерских, мастерских по производству бумаги, одежды, благовоний и свечей. Ашрам располагает учебным корпусом, собственной пекарней и кухней, а также Фруктовым центром, в котором выращиваются растения без использования химических удобрений. Ашрам проводит активную работу по популяризации основ Интегральной йоги — проводятся лекции, и выпускаются два журнала, посвящённые Интегральной Йоге и современным проблемам развития человечества (на хинди и английском языках).